# 旧中島家住宅

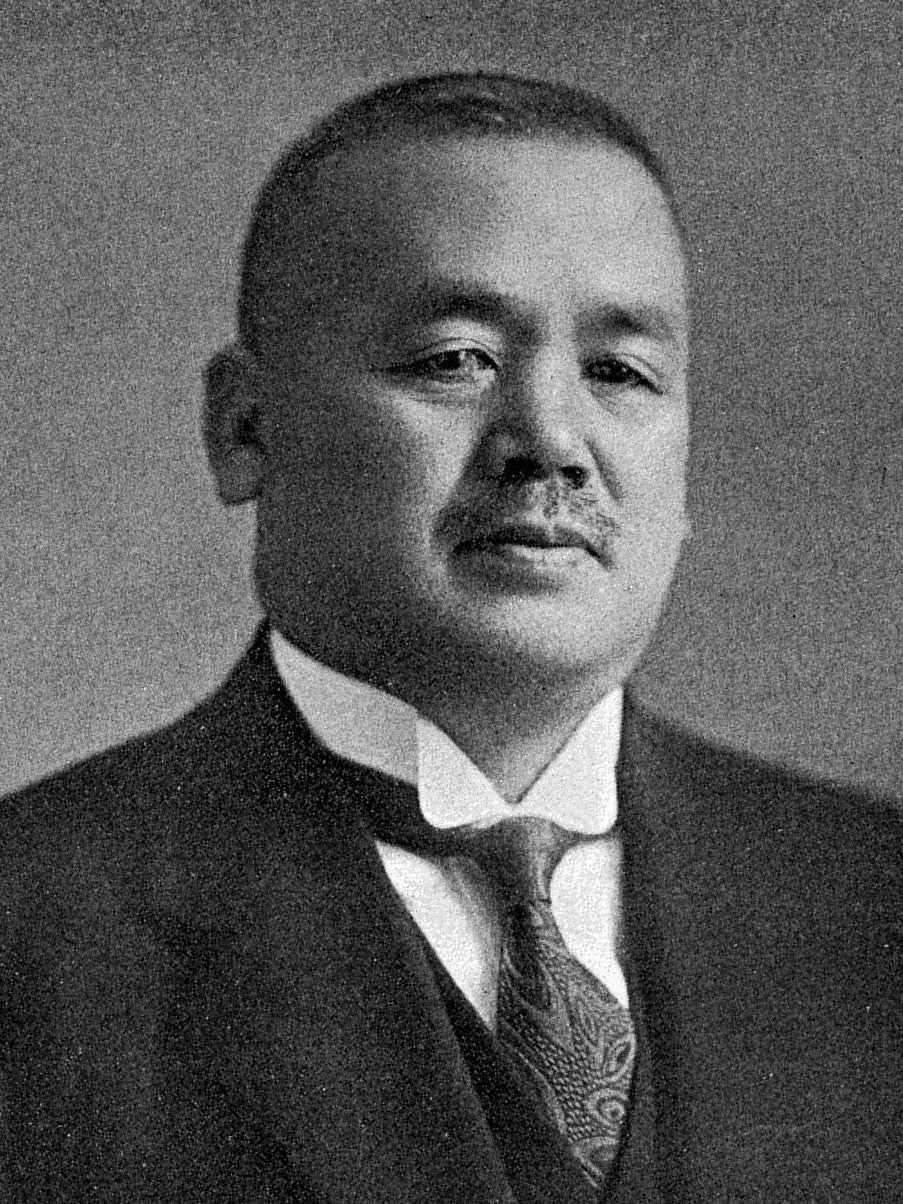
中島知久平。建設中の1930年（昭和5年）に衆議院議員に当選した。

旧中島家住宅（きゅうなかじまけじゅうたく）は、群馬県太田市押切町にある近代和風建築の邸宅。中島飛行機の創設者、中島知久平が両親のために昭和初期に建設した。国の重要文化財に指定されており、現在建物の一部（車寄棟）が地域交流センターとして公開されている。
本住宅の建築当時、北200メートルに中島知久平の生家は所在しており、そちらの「中島旧邸」に対して本住宅は「中島新邸」と呼称される。中島旧邸は既に取り壊され塀のみが残存している。

## 概要
中島家住宅建設当時は新田郡尾島町の南東端に位置していた。南の利根川堤防までは300ｍの距離であり、埼玉県境まではわずか100ｍである。
10,000平方メートルを超える敷地を塀で囲っており、西側北寄りに正門、北側東寄りに裏門を配し、敷地中央北寄りに主屋、南側が3,000平方メートルにものぼる庭園となっている。
1919年（大正8年）に建設された尾島飛行場は中島家住宅南の利根川河川敷に東西に滑走路を向けていたと推定され、中島家住宅の屋内からでも離発着する飛行機が鑑賞できたものと考えられる。

### 年表
- 1926年（大正15年）7月 - 現存する最古の図面が中里清五郎[注釈 1]によって書かれる[5]。
- 1929年（昭和4年）10月12日 - 建設工事に伴う地鎮祭実施。
- 1930年（昭和5年）
  - 4月17日 -主屋上棟。棟札では施主が知久平の父中島粂吉、設計が伊藤藤一[注釈 2]であることが記される[6]。
  - 12月5日 - 屋敷神社殿建設の地鎮祭[7]。
- 1931年（昭和6年）
  - 4月29日 - 正門上棟[8]。
  - 7月23日 - 門衛所上棟[6]。
  - 12月 - 主屋本体工事おおむね終了[7]。
- 1932年（昭和7年）4月9日 - 中島粂吉の葬儀が執り行われた[2]。
- 1934年（昭和9年） - 航空大演習で帝国飛行機の総裁を務めていた朝香宮鳩彦王を迎える迎賓館として使用[9]。
- 1946年（昭和21年）2月 - GHQが接収[10]。
  - この時期、バー・ダンスホールの増築、次の間・廊下の畳敷きを板敷きに改修、シャワーなどの設置、和式便器を洋式に交換といった改造が行われた[11]。南側の庭にはテニスコートが設けられた[12]。
- 1956年（昭和31年）10月 - 返還[13]。
- 1968年（昭和43年）3月 - 中島家の人々が再び住むようになる[13]。
- 1999年（平成11年）6月 - 空家となる[13]。
- 2009年（平成21年）5月20日 - 太田市の重要文化財に指定[14]。
- 2014年（平成26年）6月14日 - 屋根改修工事、耐震補強工事、庭園整備工事などを終え、太田市中島知久平邸地域交流センターとして開館[1]。
- 2016年（平成28年）7月25日 - 国の重要文化財に指定[1]。

## 建物

### 主屋
玄関棟（西）・客室棟（南）・居間棟（東）・食堂棟（北）の4つの建物が中庭を取り囲みロの字の形をとっている。中庭には池が配される。建築面積864.17平方メートル。

#### 玄関棟
玄関棟は入母屋造桟瓦葺で、玄関車寄の銅板平葺の唐破風、応接間の切妻屋根がつく。西面の玄関車寄から広間（22.5畳、寄木の床に絨毯を敷く）に上がり、南に応接間（15畳）2室、北に事務室（10畳、畳敷きに絨毯）と内玄関が縦一列に並び、東側に幅1間の廊下が貫く。南端にバー・ダンスホール（20畳、屋根は寄棟造桟瓦葺）がGHQ接収時に増築されている。
車寄や玄関階段には白御影石（稲田石）を用い、車寄四周に家紋「下がり藤」を彫物を施した蟇股を配する。応接間2室は洋風で、それぞれ暖炉が設けられている。

#### 客室棟
規模は梁間6間、桁行8.5間。入母屋造桟瓦葺で、四周に銅板平葺の庇がつく。玄関棟廊下南端に、東へ延びる1間幅の廊下で接続しており、廊下北側に便所とシャワー室（増設）が配置されている。廊下南側に次の間（21畳、板敷きに改造）と客間（28畳、畳敷きに絨毯）が続き間になっており、2室の西・南・東の三面が1.25間の縁となっている。2室は床・棚・書院を備え、大きなガラス戸から南側に広がる庭を見渡すことができる。入側縁は本来内側が畳敷き、外側が板敷きだったが、全て板敷きに改められている。

#### 居間棟
主屋で唯一の2階建。梁間4.75間、桁行6.5間。屋根は入母屋造桟瓦葺だが1階2階とも四周に銅板平葺の庇がつき、浴室など付属部分の屋根は寄棟造桟瓦葺。客室棟の廊下東端に北へ延びる1間幅の廊下を接続する。廊下の東に仏間（10畳、畳敷き）、その東に両親居間（15畳、畳敷き）が続き、2室の南・東には1間幅の縁があり内側は畳敷き、外側は板敷きとなっている。2室の北側も東に延びる廊下で、突き当たりは北側に便所が配置され、東に蔵が付属している。仏間から廊下を挟んだ北側は階下納戸（4畳、畳敷き）、0.75間幅の階段、化粧室（6畳、畳敷き）が北に延びる廊下に沿って並び、廊下の突き当たりは脱衣室（6畳、板張）、その奥が浴室（8畳、床はタイル）となっている。
2階は階段西に御神間（4畳半、畳敷きに絨毯）、1間幅の廊下を挟んで南に階上次間（10畳、畳敷き）、その東に知久平座敷（15畳、畳敷き）と続く。階上次間と知久平座敷の西側は半間幅、南・東側は0.75間の縁となっている。

#### 食堂棟
東西に延びる食堂・女中部屋は寄棟造、北に突出した厨房は入母屋造、書生部屋は寄棟造で、桟瓦葺とする。開口部には銅板平葺の庇がつく。玄関棟の廊下に面した西から東へ女中部屋（8畳、畳敷き）2室、幅1間の廊下、茶の間（10畳、畳敷き）、食堂（12.5畳、畳敷き）の順に並ぶ。茶の間と食堂の南に幅1間、北に幅半間の縁をもち、それぞれ居間棟の廊下、浴室に接続する。女中部屋2室の南には3尺5寸幅の縁、北には1間幅の廊下があり、いずれも西端で玄関棟の廊下に接続する。女中部屋北の廊下北側は、東から西へ厨房（17.5畳、板敷き）、通用口、便所、3尺5寸幅の廊下（突き当たりに便所）、書生部屋（6畳、畳敷き）の順に並ぶ。
食堂・茶の間南の縁の内側及び女中部屋と茶の間の間の廊下が畳敷きとなっており、それ以外の廊下・縁は板敷きとなっている。

### 蔵
鉄筋コンクリート造2階建、切妻造、桟瓦葺。居間棟に接続する西側に前室（蔵前）と鉄扉を有し、1・2階とも南・東・北の三方に1つずつ窓を開ける。建築面積39.66平方メートル。

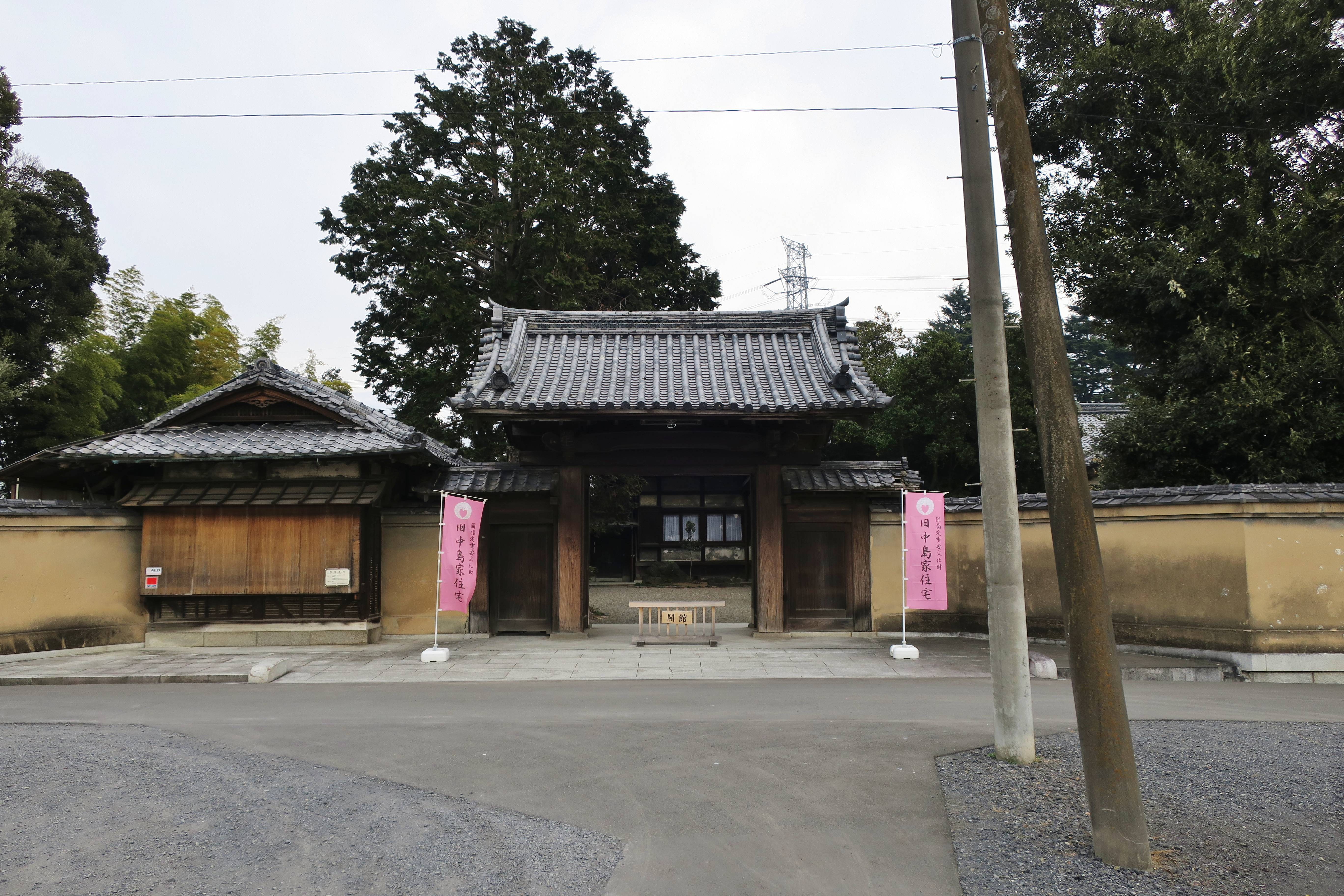
旧中島家住宅正門・門衛所。

### 正門
敷地西面北寄りに位置。薬医門形式で、切妻造平屋建、材はケヤキ。主柱両脇が脇戸の意匠だが、向かって左側のみが実際の脇戸。昭和6年4月29日上棟。主柱間距離は10尺5寸5分。建築面積20平方メートル。

### 門衛所
正門北に付属。棟札によれば昭和6年7月23日上棟。木造平屋建、入母屋造、桟瓦葺。建築面積19.83平方メートル。

### 屋敷神社殿
主屋北西に位置し、南を正面とする。一間社流造、杮葺。建築面積0.64平方メートル。